# Perfil (jogo)
Perfil é um jogo de tabuleiro da Grow, de sorte e conhecimentos gerais.
Se joga de 2 até 6 jogadores

## Descrição
Existem as categorias de pessoas (biografias), lugares (qualquer lugar), ano e coisa. O jogo possui centenas de cartas, e cada carta se refere a alguma das categorias descrita e vinte dicas que indicam do que se trata.

## Regras
No tabuleiro, a pessoa da vez escolhe um número de um a vinte. Quem possui a carta deverá falar a dica escolhida; se a pessoa souber, ganha a rodada e anda o número de dicas correspondente às dicas que sobraram no tabuleiro. Se não souber, passa a vez para o próximo, que escolhe outra dica, e assim sucessivamente.
Ganha o jogo quem chegar primeiro ao final do tabuleiro, que possui um número de casas, dependendo da versão.
Cada carta traz 20 dicas sobre uma pessoa, uma coisa, um ano ou um lugar. Os jogadores vão recebendo uma dica após a outra, até o momento em que alguém dá o palpite correto sobre o perfil secreto da carta. Quanto menos dicas o jogador precisar, mais pontos vai ganhar. Atualmente, traz mais de 390 cartas e está em sua sétima versão. Idade recomendada: 12 anos. Para 02 ou mais participantes.
Caso dois competidores ou grupos cheguem juntos ao final do tabuleiro, como critério de desempate, se tornará vencedor o participante ou grupo que acertar a última pergunta. 